# 퍼펙트 게임
퍼펙트 게임(perfect game)은 투수진이 9이닝 동안 타자를 단 한 명도 루상에 보내지 않고 완벽하게 승리한 경기를 말한다. 한국, 일본, 대만에서는 앞서 정의한 조건에 '선발 투수 완투'라는 조건이 추가된다.
퍼펙트 게임을 달성하려면 투수들이 안타, 볼넷, 몸에 맞는 공은 물론 실책, 오심으로 인한 출루 등 어떤 이유로도 상대편 타자를 1루로 보내서는 안 된다. 27명의 타자를 상대하여 27명 전원을 아웃시켜야 하기 때문에 그만큼 달성하기 매우 어려운 진기록에 속한다. 

## 달성 현황

### 1. MLB
메이저 리그 베이스볼에서는 1876년 이래 24차례 달성되었다. 최초의 퍼펙트 게임은 1880년 6월 12일, 리 리치먼드(Lee Richmond)가 기록했다. 가장 최근은 2023년 6월 29일, 뉴욕양키즈소속 헤르만의 기록이다.

### 2. NPB
일본 프로야구에서는 총 15차례 등장했다. 최초의 퍼펙트 게임은 1950년 6월 28일, 당시 요미우리 자이언츠 소속이었던 한국계 일본인 투수 후지모토 히데오가 아오모리 시영 구장에서 니시닛폰 파이어리츠를 상대로 달성하였다. 이 기록은 일본 프로야구 최초 달성 및 최고령 달성(32세 41일) 기록이다. 가장 최근의 퍼펙트 게임은 2022년 4월 10일, 지바 롯데 마린스의 사사키 로키(佐々木 朗希)가 달성하였다.

### 3. KBO
한국 프로 야구에서는 1982년 출범 이래 1군에서는 아직까지 단 한 차례의 퍼펙트 게임도 나오지 않았으나, 2군에서는 롯데 자이언츠의 이용훈이 2011년 9월 17일 한화 이글스와의 경기에서 퍼펙트 게임을 달성하였다.

### 4. CPBL (TML 포함)
대만 프로야구(소멸 리그인 TML 포함)에서는 유니 세븐일레븐 라이온즈의 라이언 버두고(en:Ryan Verdugo)가 2018년 10월 7일 중신 브라더스와의 경기에서 처음 달성했다.

### 5. 기타
공식적으로 인정되는 퍼펙트 게임은 아니지만 '강우콜드 퍼펙트 게임'은 MLB에서 4번, NPB, TML에서 각각 1번씩 기록됐다.

## 같이 보기
- 노히트 노런
- 완봉
- 완투